# پیتر دورف پیدرسن
پیتر دورف پیدرسن (دانمارکی: Peter Dorf Pedersen; ۲۸ ژانویهٔ ۱۸۹۷ – ۱۳ سپتامبر ۱۹۶۷) ژیمناست هنری اهل دانمارک بود.